# Storia della nazionale di calcio del Giappone
Questa pagina contiene la storia della nazionale di calcio del Giappone.
La selezione calcistica giapponese  (サッカー日本代表?, Sakkā Nippon Daihyō) è la nazionale di calcio più titolata della Asian Football Confederation (AFC), avendo vinto quattro volte la Coppa d'Asia su cinque finali disputate (1992, 2000, 2004 e 2011), fatto che costituisce un primato, e potendo vantare un secondo posto nella FIFA Confederations Cup, ottenuto nell'edizione del 2001.
Dal 1998 si è sempre qualificata per la fase finale del campionato mondiale di calcio, superando la prima fase in quattro occasioni (nel 2002 come Paese co-ospitante, nel 2010 e nel 2018). È l'unica nazionale non americana, assieme a quella del Qatar, ad aver partecipato alla Coppa America, cui è stata invitata a partecipare nel 1999, nel 2011 (dalla quale si ritirò a causa del terremoto e maremoto del Tōhoku) e nel 2019.

## Epoca amatoriale

### Esordi
Le prime tracce dello sport nel paese nipponico, definito «la terra promessa del calcio», sono rintracciabili nel 1873: un gruppo di marinai inglesi, al termine di una parata militare, disputò infatti un'esibizione.
La prima partita internazionale disputata dal Giappone risale alla terza edizione dei Giochi dell'Estremo Oriente, tenutisi a Tokyo nel 1917. Per l'occasione il paese nipponico è rappresentato da una selezione di calciatori della Scuola Normale Superiore di Tokyo. Anche se il paese ben figura in discipline quali nuoto, baseball e atletica, la squadra offre prestazioni molto negative, perdendo per 5-0 all'esordio il 9 maggio contro la Cina e per 15-2 all'indomani contro le Filippine.
Inizialmente riservata alle scuole e ai circoli di matrice culturale britannica, la disciplina conosce contatti con l'estero negli anni venti ed è promossa nelle scuole. La federazione calcistica locale sorge nel 1921 e si affilia alla FIFA nel maggio 1929, mentre nel 1927 la squadra si classifica seconda nell'ottava edizione dei Giochi dell'Estremo Oriente, dopo aver perso per 5-1 contro la Cina e vinto per 2-1 contro le Filippine.
Il debutto della nazionale giapponese vera e propria (quindi non costituita da universitari selezionati per rappresentare il paese) risale, invece, ai Giochi dell'Estremo Oriente del 1930, in cui la squadra vince per 7-2 contro le Filippine e pareggia per 3-3 con la Cina, con cui si aggiudica la medaglia d'oro ex aequo.
La prima apparizione intercontinentale del Giappone si verifica in coincidenza delle Olimpiadi di Berlino del 1936, in cui, sotto la guida dell'allenatore Shigeyoshi Suzuki, si registra il sorprendente successo contro la Svezia (3-2) ma anche la pesante disfatta con l'Italia per 8-0. La selezione azzurra, all'epoca guidata da Vittorio Pozzo, deteneva il titolo mondiale e avrebbe poi vinto quello olimpico. La squadra nipponica si iscrive alle eliminatorie del campionato del mondo 1938, ma si ritira prima della disputa della partita contro le Indie Orientali Olandesi.
Dopo la seconda guerra mondiale il Giappone non gioca alcuna competizione internazionale, ad eccezione di alcune partite contro la selezione della Manciuria e squadre di altre colonie. L'ultima partita disputata prima del primo conflitto è un'amichevole contro le Filippine del giugno 1940, giocata per motivi di classificazione Elo.
Nel periodo del domino giapponese in Corea molti coreani giocano per la nazionale giapponese: si ricordano Kim Yong-sik (1936-1940), Kim Sung-gan (1940) e Lee Yoo-hyung (1940).

### Le mancate qualificazioni alla Coppa del mondo
Il primo mondiale a cui il Giappone tenta di qualificarsi è quello del 1954, ma è battuto dalla Corea del Sud nello spareggio. Anche le eliminatorie di Svezia '58, Cile '62 e Inghilterra '66 vedono i nipponici mancare l'accesso al torneo. Nel corso degli anni Sessanta la Federazione affida la panchina al tedesco Dettmar Cramer, primo allenatore straniero a guidare la rappresentativa del Sol Levante. Il Giappone raggiunge i quarti di finale dell'Olimpiade 1964 (organizzata proprio nella capitale) mentre nel 1968 coglie addirittura il bronzo, piazzandosi dietro Ungheria e Bulgaria. A coronare l'impresa è la prestazione di Kunishige Kamamoto, capocannoniere del torneo e miglior marcatore nella storia della Nazionale (con 55 reti). Nel frattempo, si segnalano importanti innovazioni anche sul fronte nazionale: il 1965 vede la nascita della J-League, campionato cui prendono parte 8 squadre con gare di andata e ritorno.
Durante gli anni Settanta ed Ottanta, la formazione continua a prendere parte alle fasi preliminari del Mondiale ma senza ottenere alcuna qualificazione.

## L'introduzione del professionismo e la svolta degli anni novanta
Prima dell'avvento della J. League nel 1992, il calcio in Giappone era già praticato a livello nazionale: esisteva infatti la Japan Soccer League. Essa, però, non era praticata a livello professionistico, in quanto le squadre che la disputavano erano circoli sportivi aziendali, che si affrontavano in un girone all'italiana con formula andata e ritorno e con playoff promozione/salvezza per l'ultima classificata. Il campionato giapponese iniziò solo dalla stagione 1986-87 a erogare delle speciali licenze che avrebbero permesso il tesseramento di calciatori professionisti: tale provvedimento (che riguardò i giocatori Yasuhiko Okudera e Kazushi Kimura) spianò la strada al professionismo nella Japan Soccer League, tant'è che nel corso della stagione 1987-1988 il notevole aumento dei giocatori professionisti tesserati (57) spinse la federazione a prendere in considerazione la possibilità di istituire un torneo nazionale con squadre interamente professionistiche.
Questo avvenne con il lancio della J. League nel 1992.
Per comprendere il salto di qualità del campionato nazionale giapponese con la creazione della J. League, basta prendere ad esempio l'andamento dello Yanmar Diesel (attuale Cerezo Osaka): all'apice del calcio giapponese negli anni 70-80 con quattro titoli nazionali conquistati (da qui proveniva il leggendario Kunishige Kamamoto), dai primi anni novanta retrocesse più volte in seconda divisione, non riuscendo più a mettere in bacheca alcun trofeo.

### L'ascesa (1992-1998)
Nel 1992 inizia l'era professionistica del calcio giapponese, con la fondazione della J. League, cui è affiancata la Coppa J.League, la coppa di lega. I calciatori giapponesi, atleticamente più preparati e anche più competitivi, portano la propria nazionale a un livello più alto e nel giro di pochi anni si vedono i primi risultati positivi. Già nel 1992 il Giappone vince per la prima volta la rassegna continentale, disputata in casa. Superato il girone come prima classificata grazie ai pareggi per 0-0 contro gli Emirati Arabi Uniti e 1-1 contro la Corea del Nord (rete di Masashi Nakayama dopo l'iniziale svantaggio), i nipponici eliminano ai quarti di finale l'Iran (1-0, rete di Kazuyoshi Miura) e in semifinale la Cina, la quale si porta in vantaggio già al primo minuto, ma è raggiunta sul pari e poi sconfitta per 3-2. L'8 novembre 1992, nella finale contro l'Arabia Saudita, è un gol di Takuya Takagi a permettere alla nazionale del Sol levante di aggiudicarsi il trofeo. Nella rassegna si mette in mostra l'attaccante Kazuyoshi Miura, che approda poi nel calcio europeo, giocando in Serie A col Genoa.
La grande aspettativa generata dal trionfo continentale è disattesa nei mesi seguenti. Nell'autunno 1993, infatti, la squadra manca per un soffio la qualificazione al campionato del mondo del 1994, in una partita nota come Agonia di Doha. Costretto a vincere l'ultimo incontro delle eliminatorie, il Giappone pareggia a Doha contro l'Iraq, subendo nel recupero il gol del pari (2-2) e finendo terzo nel raggruppamento, alle spalle delle qualificate Corea del Sud e Arabia Saudita. L'evento genera molta tristezza nel paese, ma il decennio vede comunque una decisa crescita della popolarità del calcio in Giappone, grazie soprattutto agli ingenti investimenti dei colossi economici in un campionato, la J. League, che ormai attira molti appassionati. 
Dopo il campionato mondiale del 1994 il Giappone disputa, in qualità di campione d'Asia, la Confederations Cup del 1995, dove non ha accesso alla fase a eliminazione diretta, avendo perso per 3-0 contro la Nigeria e per 5-1 contro l'Argentina. Nel 1996, in vista della Coppa d'Asia, la nazionale nipponica disputa varie partite amichevoli con ottimi risultati: contro il Messico, pur essendo andata in svantaggio di due gol, recupera con un'inaspettata rimonta, vincendo infine per 3-2. I nipponici battono poi per 5-3 l'Uruguay e per 1-0 la Tunisia. A dicembre la squadra si qualifica alla fase a eliminazione diretta della Coppa d'Asia vincendo il proprio girone, con tre successi nelle partite contro Uzbekistan (4-0), Siria (2-1) e Cina (1-0), ma esce già ai quarti di finale, perdendo per 2-0 contro il Kuwait.
Nel 1996 la FIFA assegna inoltre al Giappone (congiuntamente alla Corea del Sud) l'organizzazione del campionato mondiale del 2002. La nazionale olimpica nipponica ben figura all'Olimpiade di Atlanta 1996, mettendo a referto una storica vittoria contro il Brasile. Parallelamente il campionato locale comincia ad accogliere assi stranieri, tra cui si ricordano Zico, Salvatore Schillaci, Daniele Massaro, Gérald Passi, Hans Gillhaus e Wynton Rufer. Per contro sono diverse anche le stelle giapponesi che si trasferiscono nei campionati europei, come Hidetoshi Nakata e Shunsuke Nakamura.
Un'altra data importante è il 16 novembre 1997, giorno in cui la selezione del Sol levante si qualifica per la prima volta al campionato mondiale di calcio. L'accesso al torneo francese è guadagnato contro l'Iran, battuto per 3-2 a Johor Bahru, in Malaysia, sotto la guida del commissario tecnico Takeshi Okada. I nipponici furono poi eliminati al primo turno di Francia 1998, perdendo tutte le tre gare: sconfitti per 1-0 da Argentina e Croazia, si arresero anche alla Giamaica (2-1), pur trovando - con Masashi Nakayama - il loro primo gol nella fase finale della Coppa del mondo.

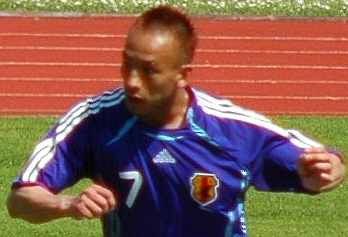
Hidetoshi Nakata, centrocampista della nazionale giapponese dal 1997 al 2006.

### Il triennio 1998-2001
Dopo il campionato del mondo del 1998, l'incarico di selezionatore viene rilevato dal francese Philippe Troussier. Nel 1999 la nazionale nipponica viene invitata a prendere parte alla Coppa America, risultando – in tal modo – la prima contendente non sudamericana del torneo. La partecipazione si risolve nel mancato superamento dei gironi: la squadra si piazza ultima nel gruppo comprendente i padroni di casa del Paraguay, dopo una pesante sconfitta per 4-0 contro i paraguaiani, una sconfitta per 3-2 nella combattuta gara con il Perù e un pareggio per 1-1 contro la Bolivia, grazie a un rigore trasformato di Wagner Lopes, calciatore brasiliano naturalizzato giapponese.
Un altro importante traguardo del calcio nipponico viene raggiunto dalla nazionale Under-20, che al mondiale di categoria del 1999 consegue uno storico risultato, qualificandosi alla finale dopo aver battuto l'Inghilterra per 2-0 nel girone e, nella fase a eliminazione diretta, il Portogallo per 5-4 ai tiri di rigore e l'Uruguay per 2-1. La finale contro la Spagna si conclude con una disfatta, stante la pesante sconfitta per 4-0.
Nel 2000 il Giappone coglie la seconda vittoria in Coppa d'Asia. Dopo aver superato la fase a gironi pareggiando per 1-1 contro il Qatar e imponendosi per 4-1 contro l'Arabia Saudita e per 8-1 contro il Uzbekistan, ai quarti di finale elimina l'Iraq vincendo per 4-1 e in semifinale batte la Cina per 3-2, per poi sconfiggere in finale l'Arabia Saudita per 1-0 con rete di Shigeyoshi Mochizuki, alzando così al cielo la Coppa d'Asia allo stadio Città dello sport Camille Chamoun di Beirut. Per i giapponesi il successo giunge a otto anni dalla prima affermazione nel torneo.

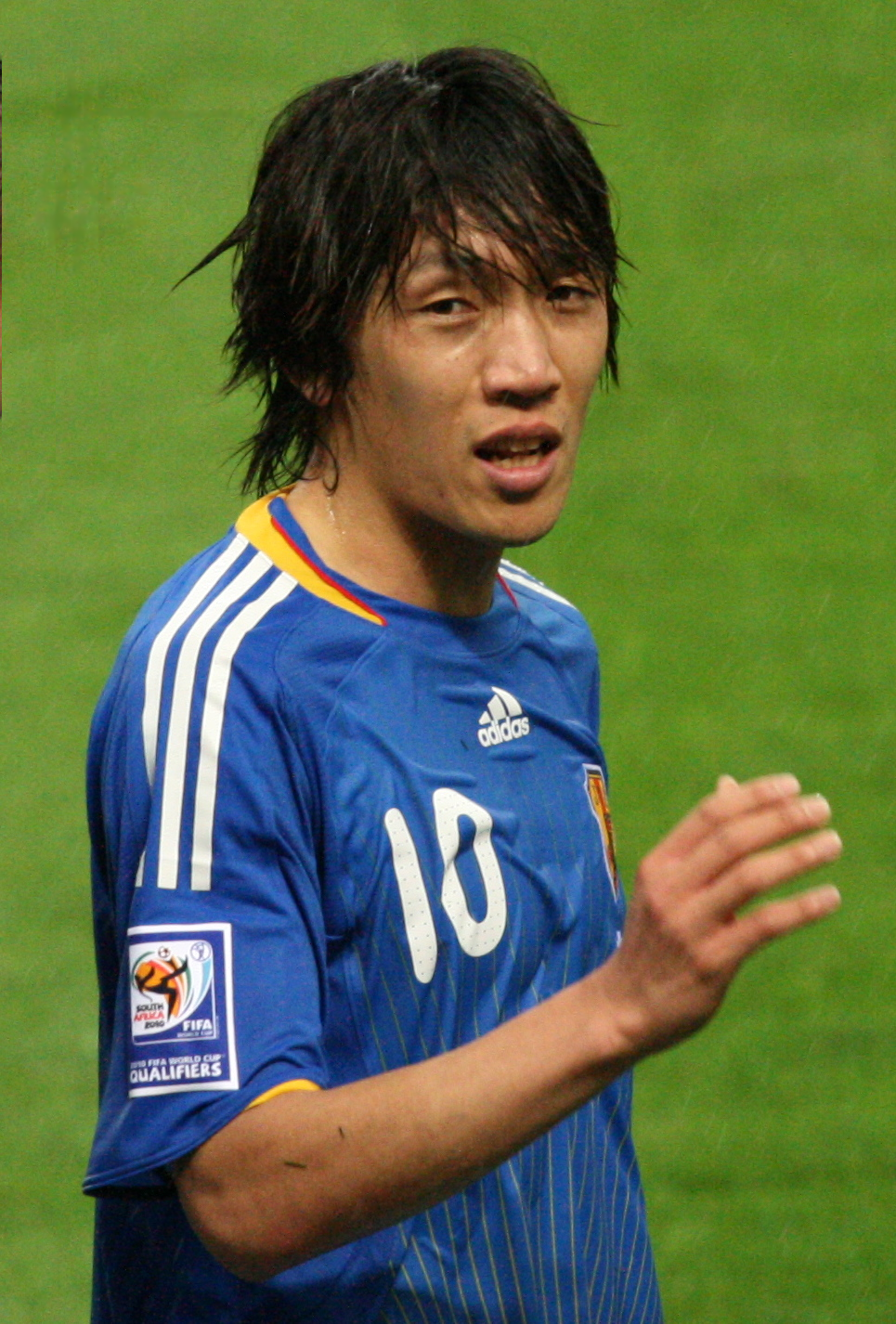
Il centrocampista Shunsuke Nakamura, uno dei simboli storici dei Blue Samurai.

Il trionfo nel continente asiatico vale l'ammissione alla Confederations Cup 2001. Nel girone i nipponici ottengono due vittorie consecutive, battendo per 3-0 il Canada e per 2-0 e il Camerun, mentre un prestigioso 0-0 con il Brasile garantisce agli asiatici il primo posto in classifica. In semifinale viene battuta l'Australia per 1-0, mentre in finale la Francia campione del mondo e d'Europa si impone per 1-0. Il Giappone è la seconda nazionale asiatica, dopo l'Arabia Saudita, a vincere l'argento alla Confederations Cup.
I risultati conseguiti nel triennio, unitamente all'ingente preparazione in vista del campionato mondiale, conferiscono un notevole grado di credibilità alla selezione nipponica.

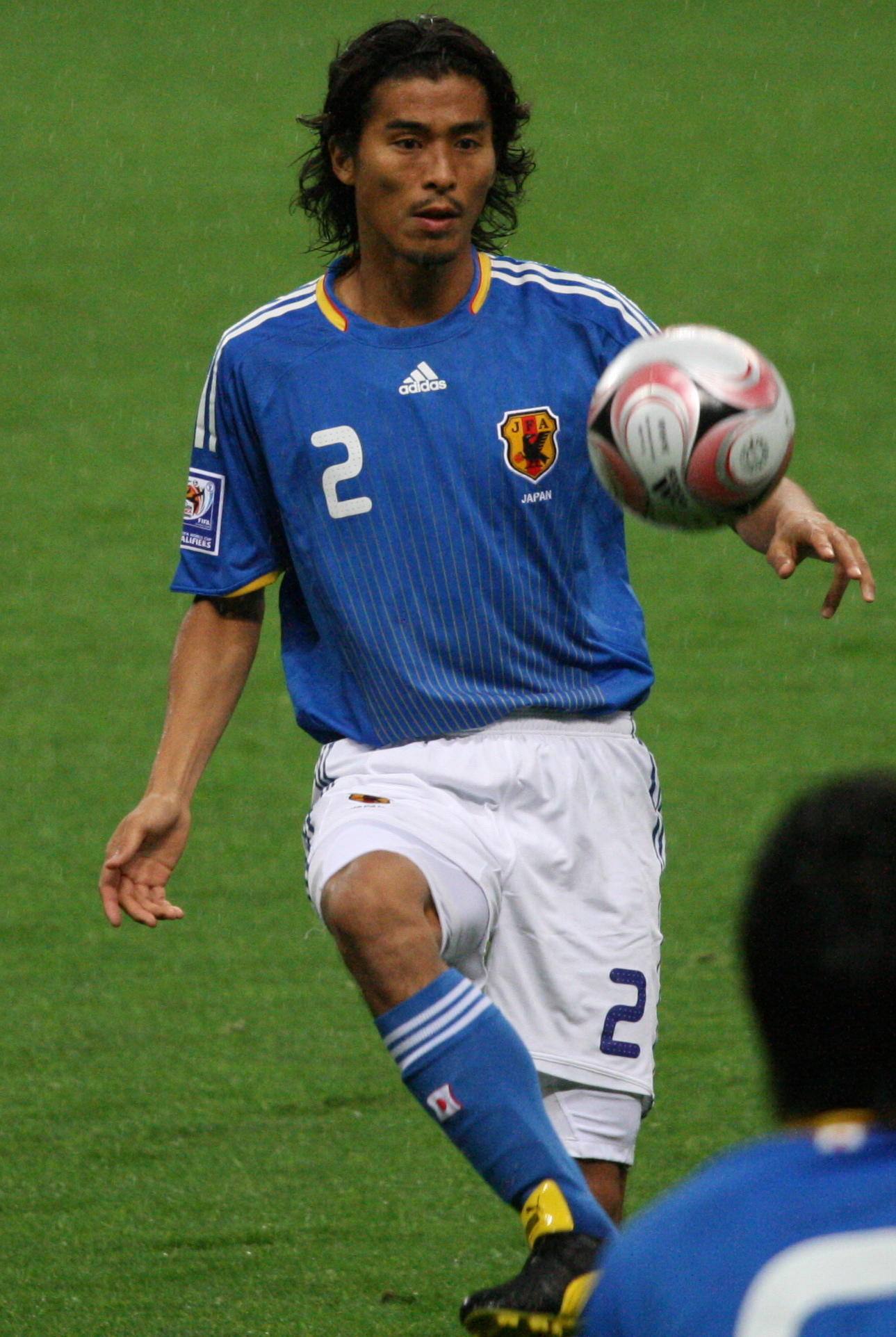
Yūji Nakazawa, difensore giapponese dal 1999 al 2010 e due volte campione d'Asia.

## Il terzo millennio

### Il mondiale del 2002 e le partecipazioni alla Confederations Cup
Il sorteggio per il mondiale casalingo inserisce il Giappone in un gruppo con Belgio, Russia e Tunisia. Al debutto con i diavoli rossi, i padroni di casa strappano un 2-2. Le successive vittorie ai danni di russi (1-0) e africani (2-0) valgono la qualificazione agli ottavi, in cui i giapponesi devono arrendersi (0-1) alla rivelazione Turchia, rivelazione del torneo e futura terza classificata.
Nel luglio 2002 l'incarico di selezionatore viene affidato all'ex calciatore brasiliano Zico, che guida i nipponici nella Confederations Cup 2003, cui il Giappone è ammesso in qualità di campione d'Asia in carica. La buona prestazione di due anni prima non viene ripetuta: dopo la vittoria per 3-0 contro la Nuova Zelanda, infatti, i giapponesi perdono per 1-2 contro la Francia e per 0-1 contro la Colombia, fallendo l'accesso alla fase a eliminazione diretta del torneo. 
Nel 2004 il Giappone si aggiudica per la terza volta (seconda consecutiva) la Coppa d'Asia. Battendo Oman (1-0) e Thailandia (4-1) e pareggiando contro l'Iran (0-0), viene superata la prima fase; ai quarti la Giordania viene sconfitta per 4-3 ai tiri di rigore (1-1 il punteggio dopo i tempi supplementari), in semifinale il Bahrein per 4-3 ai supplementari. La finale, contro la Cina padrona di casa, vede i nipponici imporsi con il risultato di 3-1. 
Quest'ultimo successo permette di partecipare alla Confederations Cup 2005, in cui il Giappone esordisce facendosi piegare dal Messico (1-2). La vittoria contro la Grecia campione d'Europa in carica (1-0) e il pareggio con il Brasile campione del mondo in carica (2-2) non sono sufficienti per superare il turno, a causa di una differenza reti peggiore rispetto a quella dei sudamericani. In precedenza, battendo la Corea del Nord per 2-0 a Bangkok (campo neutro) nell'ottobre 2005, la formazione nipponica si è qualificata per il campionato del mondo del 2006, risultando la prima nazionale che ha conseguito sul campo l'accesso alla rassegna (dopo la Germania, ammessa di diritto).
Il terzo mondiale nella storia dei samurai blu è fallimentare per la squadra, che, inserita nel gruppo comprendente anche Australia, Brasile e Croazia, si piazza ultima: viene sconfitta per 3-1 nella prima partita contro l'Australia, pareggia per 0-0 contro la Croazia e crolla contro il Brasile, che vince 4-1 nonostante l'iniziale vantaggio nipponico. Zico lascia la panchina dopo Germania 2006.

### Un periodo senza vittorie (2006-2010)
Condotto dall'allenatore Ivica Osim, nella Coppa d'Asia 2007 il Giappone riesce a superare la fase a gironi vincendo il gruppo con due successi e un pareggio, poi elimina l'Australia ai rigori (4-3 il puntaggio dal dischetto, dopo l'1-1 dei tempi supplementari), ma cade in semifinale (3-4) contro l'Arabia Saudita, per poi perdere anche la finale per il terzo posto con la Corea del Sud (0-0 dopo i tempi supplementari, 6-5 ai tiri di rigore), concludendo al quarto posto.
Ai Giochi olimpici di Pechino 2008 la selezione olimpica nipponica viene eliminata al primo turno: i giapponesi patiscono tre sconfitte in tre partite, contro Stati Uniti, Nigeria e Paesi Bassi, con un gol segnato e quattro subiti. La qualificazione al campionato del mondo 2010 viene raggiunta già nel giugno 2009, grazie a un pareggio con gli australiani.

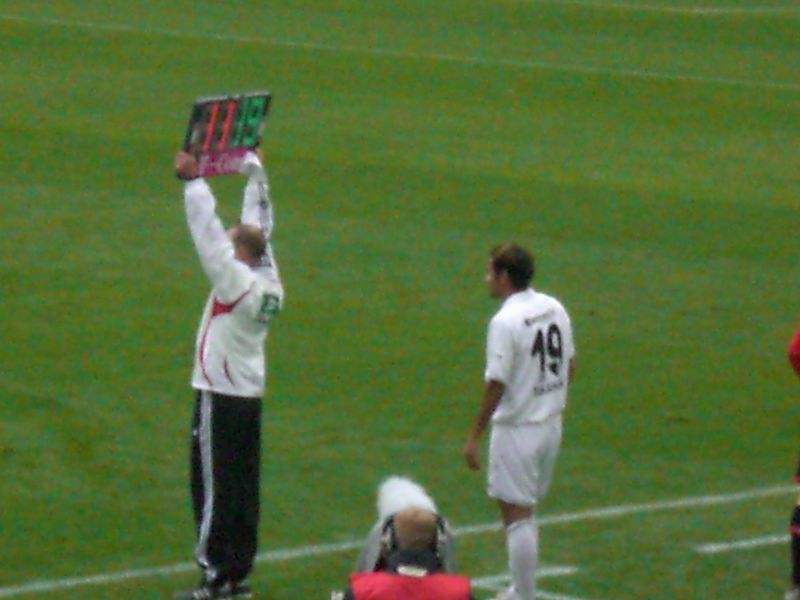
Naohiro Takahara, capocannoniere della Coppa d'Asia 2007.

Al mondiale sudafricano la squadra del Sol levante esordisce con un successo di misura (1-0) ai danni del Camerun. Battuta dai Paesi Bassi nella seconda partita, stacca il biglietto per gli ottavi di finale imponendosi per 3-1 sulla Danimarca. Come nel 2002, gli asiatici sono eliminati agli ottavi: la partita con il Paraguay si chiude a reti inviolate, ma i sudamericani prevalgono poi dal dischetto. Curiosamente nessuna delle due formazioni aveva mai raggiunto i quarti di finale.

### Il trionfo di Zaccheroni e la parentesi di Aguirre (2010-2015)
Nell'agosto 2010 il ct Takeshi Okada è sostituito dall'italiano Alberto Zaccheroni, che esordisce battendo in amichevole l'Argentina grazie a un gol di Shinji Okazaki. Nel gennaio 2011 la squadra vince la Coppa d'Asia dopo un cammino autorevole. Pareggiata la partita d'esordio contro la Giordania, piega Siria e travolge l'Arabia Saudita, accedendo ai quarti. Contro il Qatar padrone di casa rimonta lo svantaggio e s'impone con il punteggio di 3-2. La semifinale contro la Corea del Sud è combattuta e si conclude sul 2-2. Ai rigori i giapponesi vanno a segno tre volte, mentre i sudcoreani falliscono tre tiri consecutivi dal dischetto. In finale la compagine di Zaccheroni prevale per 1-0 sull'Australia con un gol segnato nei tempi supplementari, laureandosi per la quarta volta campione d'Asia.

Dal 3 al 24 luglio 2011 il Giappone avrebbe dovuto partecipare, su invito della CONMEBOL, alla Coppa America. In seguito al terremoto di Sendai dell'11 marzo 2011 e del conseguente disastro di Fukushima Dai-ichi, la Federazione calcistica giapponese annuncia, il 4 aprile 2011, il ritiro della nazionale dalla Coppa America, a causa del rinvio del campionato nazionale di calcio (la cui ripresa, a seguito della sospensione cagionata dal terremoto, viene fissata per il 26 giugno), che avrebbe creato insormontabili problematiche di calendario con la competizione sudamericana.. Il 14 aprile, tuttavia, la federazione calcistica nipponica torna sulla propria decisione e conferma la partecipazione del Giappone alla Coppa America, con una selezione di calciatori militanti nei campionati europei, per ovviare ai problemi di concomitanza con il campionato nazionale. Infine la Federazione calcistica del Giappone rinuncia definitivamente alla partecipazione alla Coppa America il 17 maggio, a causa della carenza di giocatori disponibili, lasciando il posto alla Costa Rica.
Il 15 novembre 2011 il Giappone perde per 1-0 in trasferta contro la Corea del Nord in una partita di qualificazione al campionato del mondo 2014, ponendo fine a una striscia di imbattibilità che durava da Paesi Bassi-Giappone (1-0) del mondiale 2010. Nonostante ciò il Giappone si qualifica alla fase finale del mondiale brasiliano. Il 12 ottobre 2012 il Giappone sconfigge la Francia per la prima volta nella storia, imponendosi per 1-0 in un'amichevole disputata a Parigi.

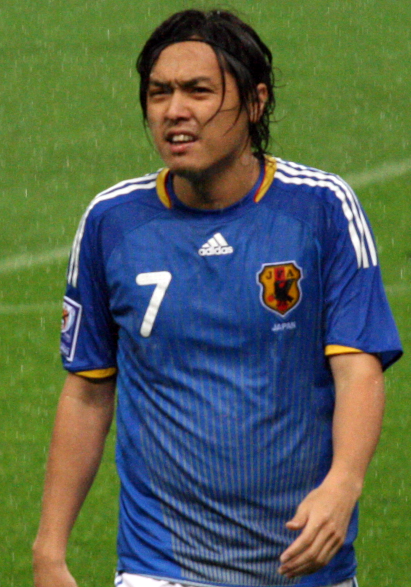
Yasuhito Endō, centrocampista in forza alla nazionale giapponese dal 2002 al 2015, nonché primatista di presenze con i Samurai Blu

Nel giugno 2013, pareggiando contro l'Australia, il Giappone consegue per la quinta volta consecutiva la qualificazione al mondiale (incluso il torneo ospitato nel 2002). Subito dopo la squadra disputa la Confederations Cup in Brasile, competizione in cui viene eliminata al primo turno: la compagine del Sol levante perde, infatti, per 0-3 con i padroni di casa,, per 3-4 con l'Italia (dopo essere stata in vantaggio di due gol) e per 1-2 con il Messico. In vista del campionato del mondo del 2014 i samurai blu ottengono risultati di rilievo nelle amichevoli, come il pareggio in rimonta con i Paesi Bassi (2-2) e la vittoria per 3-2 sul Belgio.
Il sorteggio di Brasile 2014 accoppia i nipponici alla Colombia (testa di serie), alla Costa d'Avorio e alla Grecia. Zaccheroni termina nel peggiore dei modi la propria esperienza alla guida della selezione giapponese, con la squadra eliminata al primo turno. La sconfitta con gli ivoriani all'esordio mette subito in salita il cammino, reso ancor più impervio dal pari a reti bianche contro gli ellenici. La sconfitta per 4-1 con i Cafeteros stronca le ultime, ormai esigue, speranze di accedere agli ottavi. Al rientro in patria il tecnico comunica le proprie dimissioni e viene rimpiazzato, nel luglio 2014, da Javier Aguirre, già sulla panchina del Messico al mondiale 2002 e al mondiale 2010.
Il ct messicano cambia lo schema di gioco dal 4-2-3-1 al 4-3-3 e punta su giocatori che avevano il posto da titolare nella J. League, lasciando fuori molti veterani. Nella Coppa d'Asia 2015, giocata in Australia, i giapponesi vengono inseriti nel gruppo D con la Giordania, la Palestina e l'Iraq. Nella prima sfida si impongono sulla Palestina per 4-0, per poi vincere anche le partite contro l'Iraq e la Giordania e concludere il girone al primo posto a punteggio pieno. Ai quarti di finale il Giappone sfida gli Emirati Arabi Uniti, da cui viene battuto ai tiri di rigore, lasciando così agli avversari il posto in semifinale. Per i giapponesi è la peggiore prestazione nella coppa da diciannove anni a quella parte. Aguirre viene esonerato poco dopo: si diffonde, infatti, la notizia del suo coinvolgimento in una sospetta combine del campionato spagnolo, per un episodio risalente al 2011, quando allenava il Real Saragozza.

### Da Halilhodžić a Moriyasu (dal 2015)
Sotto la conduzione del bosniaco Vahid Halilhodžić, assunto nel marzo 2015, il Giappone inizia, il 16 giugno 2015, il cammino nel secondo turno delle qualificazioni al campionato del mondo 2018, fase che si conclude il 26 maggio 2016 e che i giapponesi superano brillantemente, senza sconfitte nel girone E con Siria, Afghanistan, Singapore e Cambogia, con un bilancio di un pareggio e sette vittorie. Il risultato consente di acquisire già a marzo la qualificazione alla Coppa d'Asia 2019.
Il 1º settembre 2016 inizia il terzo turno delle qualificazioni AFC al mondiale di Russia 2018. Il girone B della seconda fase si rivela molto competitivo, con le nazionali di Arabia Saudita, Australia, Emirati Arabi Uniti, Iraq e Thailandia. Il Giappone comincia male questa fase, perdendo in casa (1-2) contro gli Emirati Arabi, ma poi ottiene cinque vittorie e due pareggi. Il 31 agosto 2017, sconfiggendo per 2-0 l'Australia, la selezione giapponese si qualifica al mondiale per la sesta volta consecutiva, approdando a Russia 2018. Ininfluente ai fini della qualificazione è l'ultima partita, persa 0-1 contro l'Arabia Saudita il 5 settembre 2017.
A due mesi dall'inizio del mondiale, il ct Halilhodžić viene esonerato per "problemi di comunicazione con i giocatori, che avevano perso la fiducia in lui". Ne prende il posto Akira Nishino, il direttore tecnico federale.
Nel girone di prima fase della Coppa del mondo di Russia 2018 il Giappone ha come avversarie la Colombia, il Senegal e la Polonia. Nella gara d'esordio il giappone, in superiorità numerica per quasi tutta la partita a causa dell'espulsione di un calciatore avversario, vince contro la Colombia per 2-1, grazie alle reti di Shinji Kagawa e Yūya Ōsako, guadagnando la sua prima vittoria contro una nazionale della CONMEBOL in gare ufficiali. Pareggia poi contro il Senegal (2-2) con le reti di Takashi Inui e Keisuke Honda e quattro giorni più tardi viene sconfitto dalla Polonia già eliminata (0-1). I giapponesi si ritrovano a quel punto in una situazione di assoluta parità con i senegalesi: pari punti, pari differenza reti, pari gol segnati e pari nello scontro diretto. Per stabilire la seconda squadra del girone qualificata oltre alla Colombia si ricorre dunque, per la prima volta nella storia del campionato del mondo, al criterio del fair play: dato che i giapponesi hanno un minore numero di cartellini gialli e rossi rispetto ai senegalesi, si qualificano agli ottavi di finale a scapito degli africani. Contro il favorito Belgio, agli ottavi di finale, i giapponesi passano in vantaggio di due gol nel secondo tempo, ma subiscono poi la rimonta degli avversari, che segnano il decisivo gol del 3-2 al novantaquattresimo minuto di gioco, sconfiggendo così i nipponici ed eliminandoli dal mondiale..
Dopo il mondiale la panchina del Giappone viene affidata a Hajime Moriyasu, che continua a ricoprire il ruolo di CT della nazionale Under-23 nipponica. Ai nastri di partenza della Coppa d'Asia 2019, negli Emirati Arabi Uniti, il Giappone è una delle candidate alla vittoria finale. La squadra supera come prima classificata il girone F vincendo tutte le partite, contro Turkmenistan (3-2), Oman (1-0) e Uzbekistan (2-1). Agli ottavi di finale sconfigge per 1-0 l'Arabia Saudita, mentre ai quarti batte per 1-0 il Vietnam, per poi eliminare l'Iran (3-0) in semifinale, guadagnando così l'accesso alla finale. Nell'atto conclusivo, ad Abu Dhabi, il Giappone subisce due gol già nel primo tempo contro il Qatar, che si impone alla fine per 3-1: per i nipponici è la prima sconfitta in finale di Coppa d'Asia.
Invitati insieme al Qatar a partecipare alla Coppa America 2019, i nipponici, in formazione largamente sperimentale, vengono eliminati al primo turno, sconfitti pesantemente dal Cile (4-0) e fermati sul pari da Uruguay (2-2) ed Ecuador (1-1). La qualificazione al campionato del mondo 2022 viene ottenuta vincendo il girone eliminatorio di prima fase con otto successi in altrettante partite e poi grazie al secondo posto in quello di seconda fase, con sette vittorie, un pareggio e due sconfitte. Nella rassegna qatariota il Giappone viene inserito nel gruppo con Spagna, Germania e Costa Rica. Debutta vincendo in rimonta per 2-1 contro i tedeschi, poi perde per 0-1 contro la Costa Rica e vince in rimonta per 2-1 l'ultima partita contro gli iberici, superando il turno da prima classificata nel girone. Agli ottavi di finale la squadra di Moriyasu riesce a passare in vantaggio contro la Croazia, ma viene raggiunta sul pari e poi, stante il punteggio di 1-1 che non cambia nei tempi supplementari, battuta per 3-1 ai tiri di rigore, con i nipponici che sbagliano tre dei quattro tentativi dal dischetto.
Tra le favorite per la vittoria della Coppa d'Asia 2023, disputata in Qatar nel 2024, la nazionale nipponica, superata la prima fase come seconda classificata nel girone, dopo aver battuto il Vietnam (4-2), perso contro l'Iraq (2-1) e battuto l'Indonesia (3-1), elimina il Bahrein (3-1) agli ottavi di finale, ma cade ai quarti di finale contro l'Iran (2-1).